# Cot Pangulo
Cot Pangulo är en kulle i Indonesien.   Den ligger i provinsen Aceh, i den västra delen av landet, 1 800 km nordväst om huvudstaden Jakarta. Toppen på Cot Pangulo är 40 meter över havet.
Terrängen runt Cot Pangulo är kuperad åt nordost, men åt sydväst är den platt. Terrängen runt Cot Pangulo sluttar västerut. Runt Cot Pangulo är det tätbefolkat, med 257 invånare per kvadratkilometer. Närmaste större samhälle är Banda Aceh, 11,0 km väster om Cot Pangulo. Omgivningarna runt Cot Pangulo är en mosaik av jordbruksmark och naturlig växtlighet.